# Isabel del Piombino
Isabel del Piombino (Gènova, 1577 - Roma, 1661) fou filla d'Alexandre Appiani d'Aragona. A la mort de son germà Jaume VII del Piombino (1603) va reclamar la successió que fou assolida per Carles del Piombino, d'una branca col·lateral. Els espanyols van ocupar el principat i el 1611 van decidir reconèixer a Isabel. Fou princesa del Piombino, marquesa de Populonia i senyora de Scarlino, Populonia, Suvereto, Buriano, Abbadia al Fango i Vignale i de les illes d'Elba, Montecristo, Pianosa, Cerboli i Palmaiola del 1611 al 1624. Va abdicar a favor de la seva filla Polissena de Mendoza i el seu marit Nicolau I Ludovisi.
Va morir el 10 de novembre de 1661. Es va casar a Gènova el 1602 amb Jorge de Mendoza, comte de Bisnaco (mort el 1619) i a Roma el 1622 amb Pau Jordà II Orsini, duc de Bracciano, príncep del sacre imperi i gran d'Espanya (mort el 1646).